# Glandul penisului
Glandul penisului este partea terminală a penisului, fiind situat în capătul diastal al acestuia (în vârful penisului), fiind mai comun cunoscut sub numele de gland. Este structura bulboasă și senzitivă, în special coroana glandului penisului, de la capătul penisului uman, omolog glandului clitorisului femeii. În mod normal este complet sau parțial acoperit de prepuț, excepție la bărbații circumciși. Acesta se retrage ușor când penisul este erect reflectând glandul. Este denumit comun și capul penisului.

## Anatomie

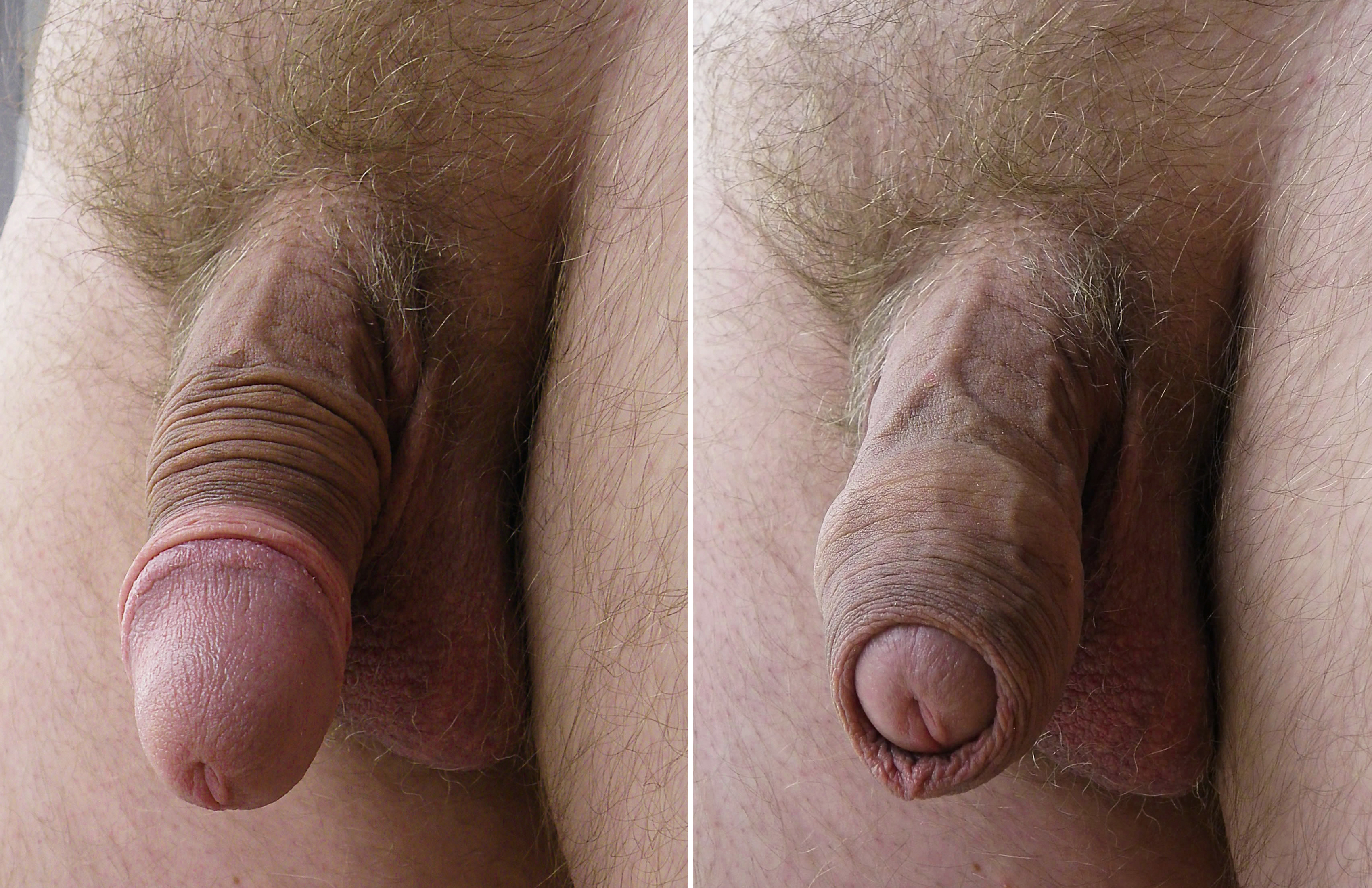
Glandul penisului (stânga - descoperit, dreapta - acoperit de prepuț)

Glandul este porțiunea lărgită a corpului spongios penian. Aceasta se mulează pe capetele rotunjite ale corpilor cavernoși penieni extinzându-se mai mult pe fața lor superioară decât pe fața inferioară. În vârful glandului vertical, către exterior, se deschide orificiul  uretrei numit meat uretral. Circumferința bazei glandului formează o margine rotunjită,proeminentă și mai închisă la culoare, în special când  glandul este încordat, erect, numită coroana glandului, delimitând retroglandular o adâncitură, un șanț (șanțul coronal), în spatele căruia se află gâtul penisului sau colul penisului. Dimensiunile proporționale ale glandului penisului pot varia foarte mult. La unele penisuri, glandul este mai larg decât corpul penisului, acesta având aspect de ciupercă, "penis-ciupercă", iar la alte penisului glandul este mai îngust, asemănător unei sonde. Textura moale a glandului este menită pentru a absorbi impactul puternic din timpul copulației.
Prepuțul are rolul de a menține glandul umed. În cazul celor circumciși glandul este tot timpul expus și uscat. Numeroase studii au relevat că glandul este la fel de sensibil atât necircumcis, cât și circumcis, în timp ce alte studii au relevat că indivizii necircumciși au glandul mai sensibil. 

### Importanță clinică

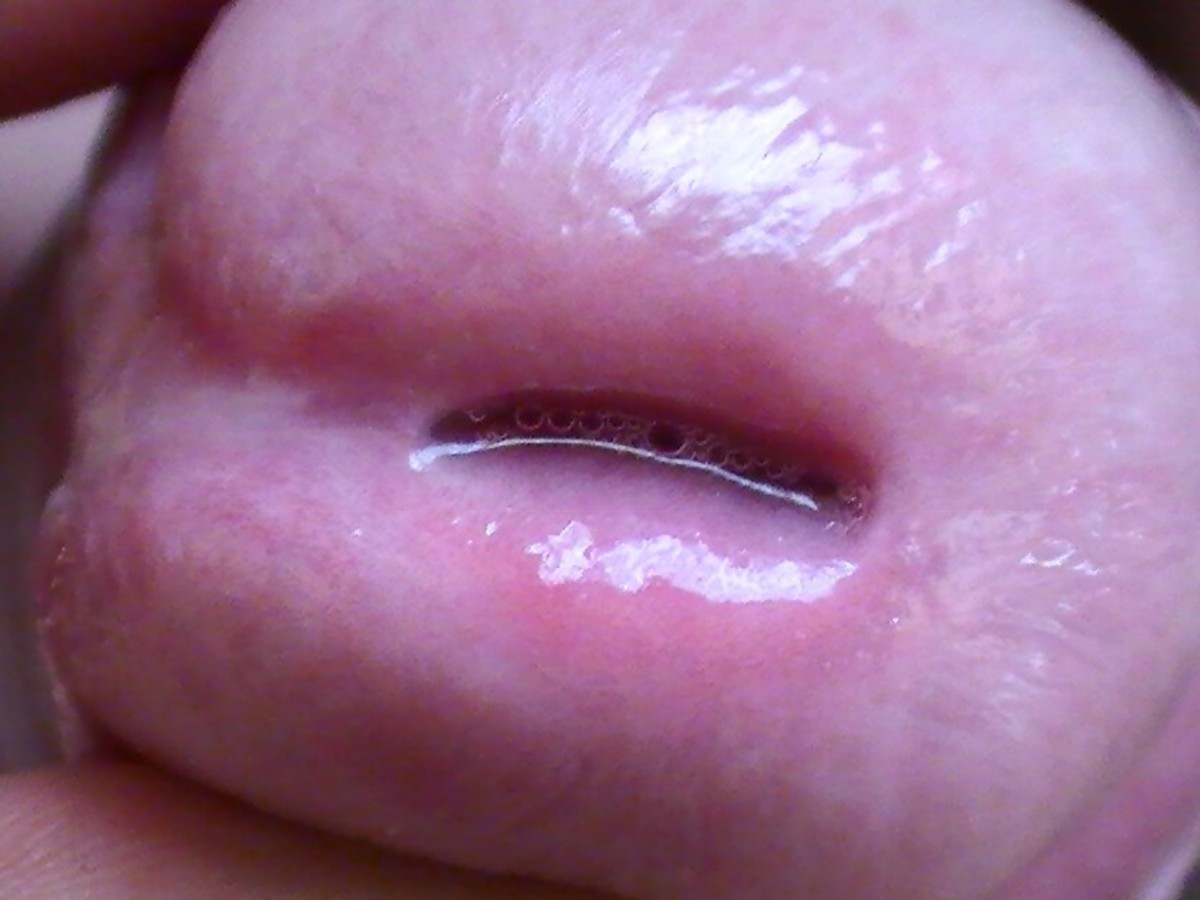
Meatul uretral

Meatul uretral este localizat în vârful glandului. Epiteliul glandului penisului este format din țesut mucocutanat.
Spălarea excesivă cu săpun poate duce la uscarea membranei mucoase ce acoperă glandul și poate provoca dermatita nespecifică.
Inflamația glandului numită balanită poate fi prezentă la 3 - 11% dintre bărbați (până la 35% la diabetici).
Stenoza meatală este o posibilă complicație a circumciziei ce poate apărea la 2 până la 20% din bărbați.

## Fiziologie

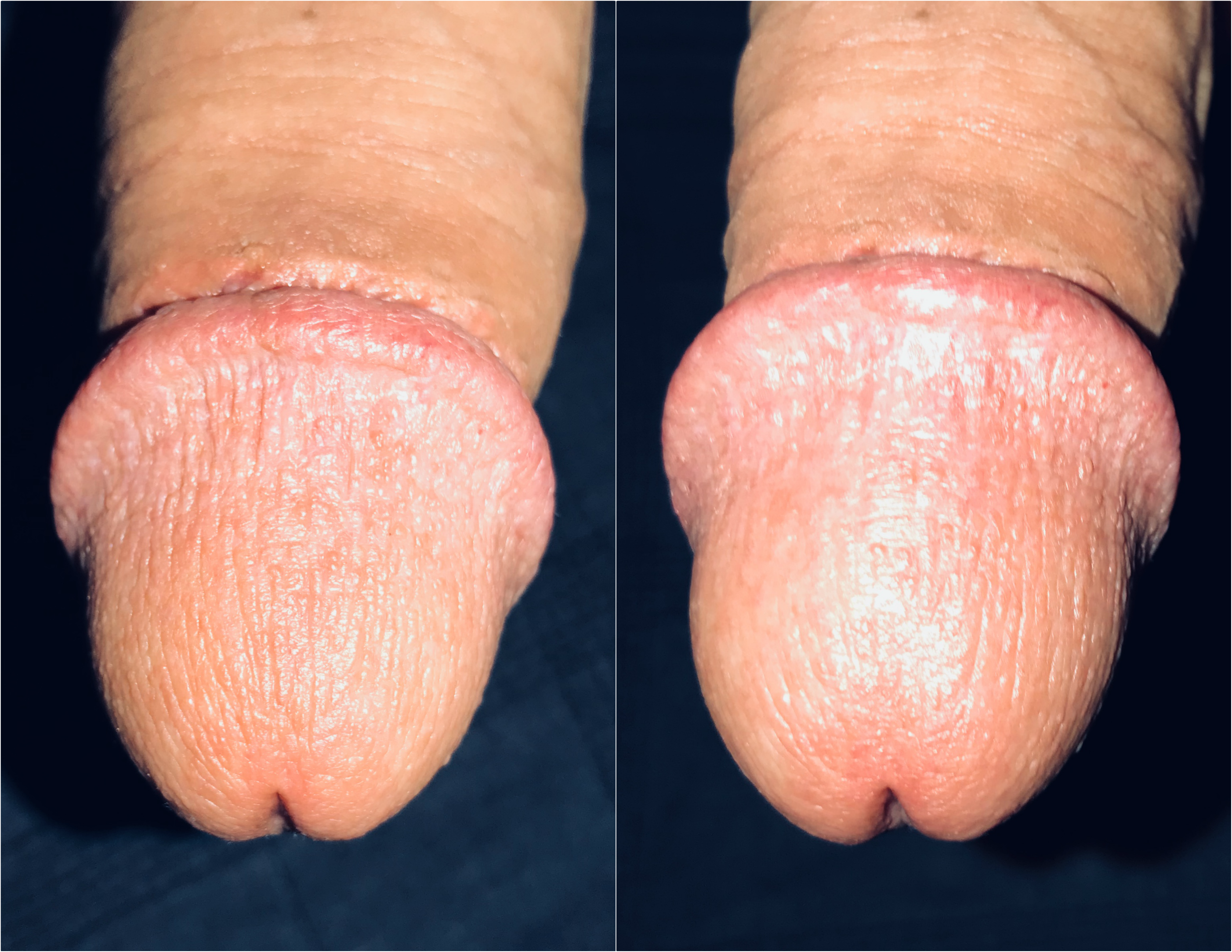
Glandul penisului uman flasc (stânga) și erect (dreapta).

Glandul penisului uman este puternic vascularizat, mai ales când acesta este erect, și inervat,fiind una dintre zonele erogene importante ale bărbatului, în special coroana glandului și zona frenului prepuțului și adiacentă acestuia. 
Glandul, prin forma sa conică, ajută la poziționarea și avansul penisului în timpul actului sexual.